# گل‌چراغ
گل‌چراغ(نام علمی: Garra persica) نام یک گونه از سرده سنگ‌لیس است. به آن سنگ‌لیس پارسی هم گفته‌اند.
این ماهی از کپورماهیان بومی ایران است که در حوضه‌های آبریز هرمز، مکران، جازموریان، سیستان و کرمان زیست می‌کند.
از ویژگی‌های مهم این‌گونه می‌توان به داشتن دو جفت سبیلک، وجود دیسک چسبنده توسعه‌یافته، باله پشتی با هفت‌تا ده شعاع منشعب و باله دمی با ۱۶ شعاع منشعب اشاره کرد. حوضه‌های پراکنش این‌گونه شامل حوضه‌های هرمز، مکران، هامون جازموریان، سیستان و کرمان می‌باشد
ساختارهای اسکلتی این گونه تفاوت‌هایی را در شکل استخوان‌های ومر، فراپرویزنی، آهیانه، پراپروانه‌ای، پرتوپایه‌ها، رودمپره‌ها، زیردمپره، خار عصبی و خونی باله دمی، تعداد استخوان‌های مجموعه دون‌حدقه‌ای، شکل و تعداد فراعصبی‌ها، فقدان خار سخت در باله پشتی با برخی از سایر گونه‌های کپور ماهی دارد.